# IEEE 802.16
IEEE 802.16，是由電機電子工程師學會（IEEE）所通過的無線寬頻標準。現行的標準為IEEE 802.16-2009，由IEEE 802.16j-2009所修訂完成。現行的WiMAX技術即是基於此項標準而實作的。
802.16 標準的制定，起源於1999年IEEE的工作小組。

## 版本演进
- IEEE Std 802.16d（802.16-2004或稱為Fix WiMAX，目前仍廣為使用）於2004年6月通過。這項標準使得之前的版本802.16-2001與其相關的802.16a、802.16c失效。IEEE Std 802.16-2004闡述固定式系統的標準。
- IEEE 802.16e（802.16-2005或稱為Mobile WiMAX，目前仍廣為使用），2005年12月訂定，是一項針對802.16d的修正案，此項修正案增加了移動機制。

移動WiMAX標準，是一項對於固定式WiMax標準的改良，特別是在調變（modulation schemes）的部分。
這項標準經由OFDMA(Orthogonal Frequency Division Multiple Access)允許固定式與移動式的Non Line of Sight (NLOS)應用。
許多人認為，經由新的調變方式--Scalable OFDMA (SOFDMA)，802.16-2005將會使得舊式802.16-2004使用的OFDM-256顯得過時並失效。
- IEEE 802.16m

IEEE 802.16m被认为是准4G标准，又稱Mobile WiMAX Release 2 或 WirelessMAN-Advanced。能提供100Mbps以上的下行带宽。